# Івахненко Олександр Іванович
Олександр Іванович Івахненко (16 жовтня 1949, село Манжосівка, Чернігівська область, УРСР — 9 червня 2014, Київ, Україна) — український художник-графік, живописець. Член-кореспондент Національної академії мистецтв України (2001), заслужений художник України (1996), лауреат Національної премії України ім. Тараса Шевченка (1989). З 2008-2009 р. на посаді доцента кафедри графіки Видавничо-поліграфічного інституту НТУУ „Київський політехнічний Університет”. Про викладання він говорить так:
|  | І якою б яскравою особистістю не був викладач-художник, треба шалено вміти не тиснути на учня і не підкорити його своєму баченню, своїй філософії, своїй стилістиці. Формувати художника треба дуже обережно. Школа повинна дати знання, академічну освіту насамперед. А художник потім сформується сам. |

## Освіта
Закінчив Манжосівську початкову школу та Прилуцьку художню студію, якою керував Іван Макарович Трінчук-Задорожний, а у 1961 р. вступив до Київської художньої середньої школи ім. Т.Г.Шевченка. Пізніше здобув освіту у Київському державному художньому  інституті у майстерні книжкової графіки (1968-1974).Вчився у таких відомих художників, як В.І. Касіян, В.Я. Чебаник. Але на цьому його навчання не закінчилося, з 1976 по 1979 рр. Олександр Іванович працював над своїми роботами у Творчих майстернях Академії мистецтв СРСР в УРСР під керівництвом Михайла Дерегуса.

## Творчість
Працює в галузі графіки, монументального та станкового живопису.
Основні твори(цикли ілюстрацій):
- «Зачарована Десна» Олександра Довженка (1975), яка вийшла друком також англійською, іспанською та французькою мовами.
- Ілюстрації до творів Тараса Шевченка (1982, 1984, 1988): "Садок вишневий коло хати", "Поеми", "Поезії" в 2-х томах("Кобзар").
- Цикл монументальних розписів у вестибюлі музею Тараса Шевченка в Каневі (1989–1991).
- Олександр Купрін "Поєдинок"(1981), у 1979 художник нагороджений дипломом республіканського конкурсу найкращих книжкових видань.

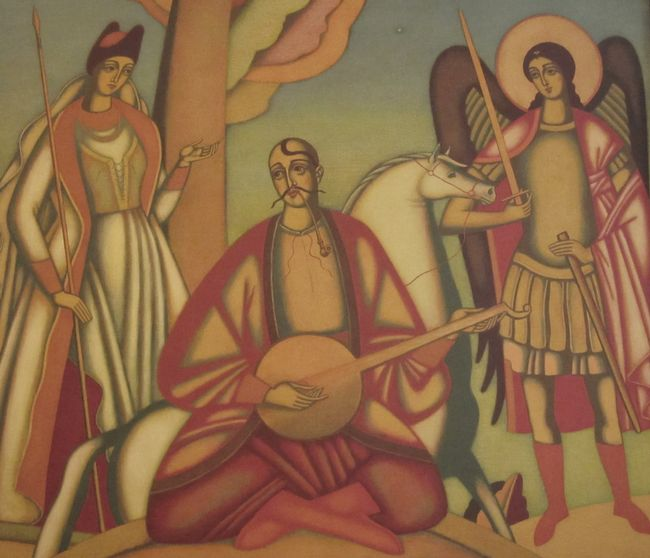
Запрошення до міста
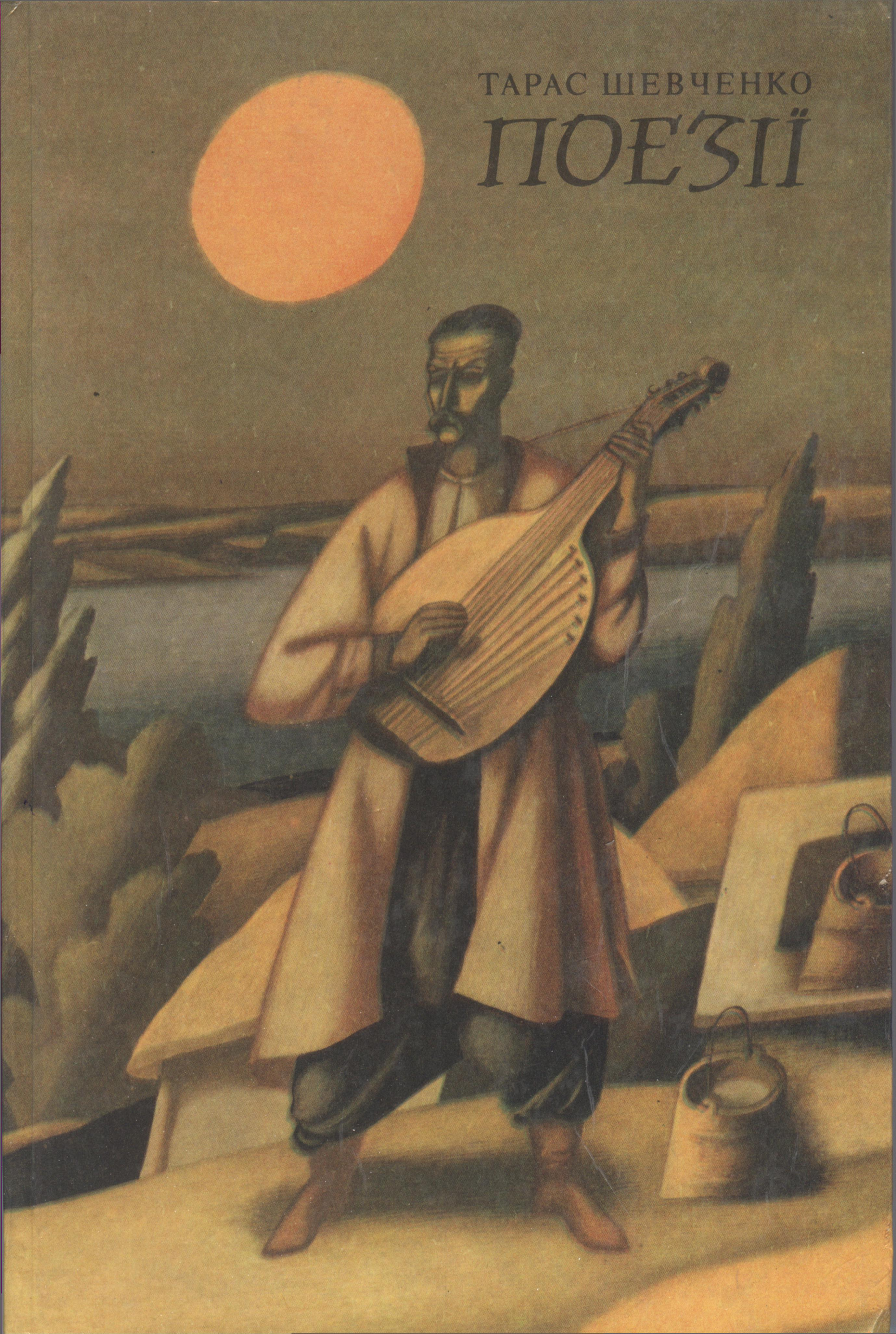
Шевченко, Т. Г. Поезії. У 2-х т. Т.1
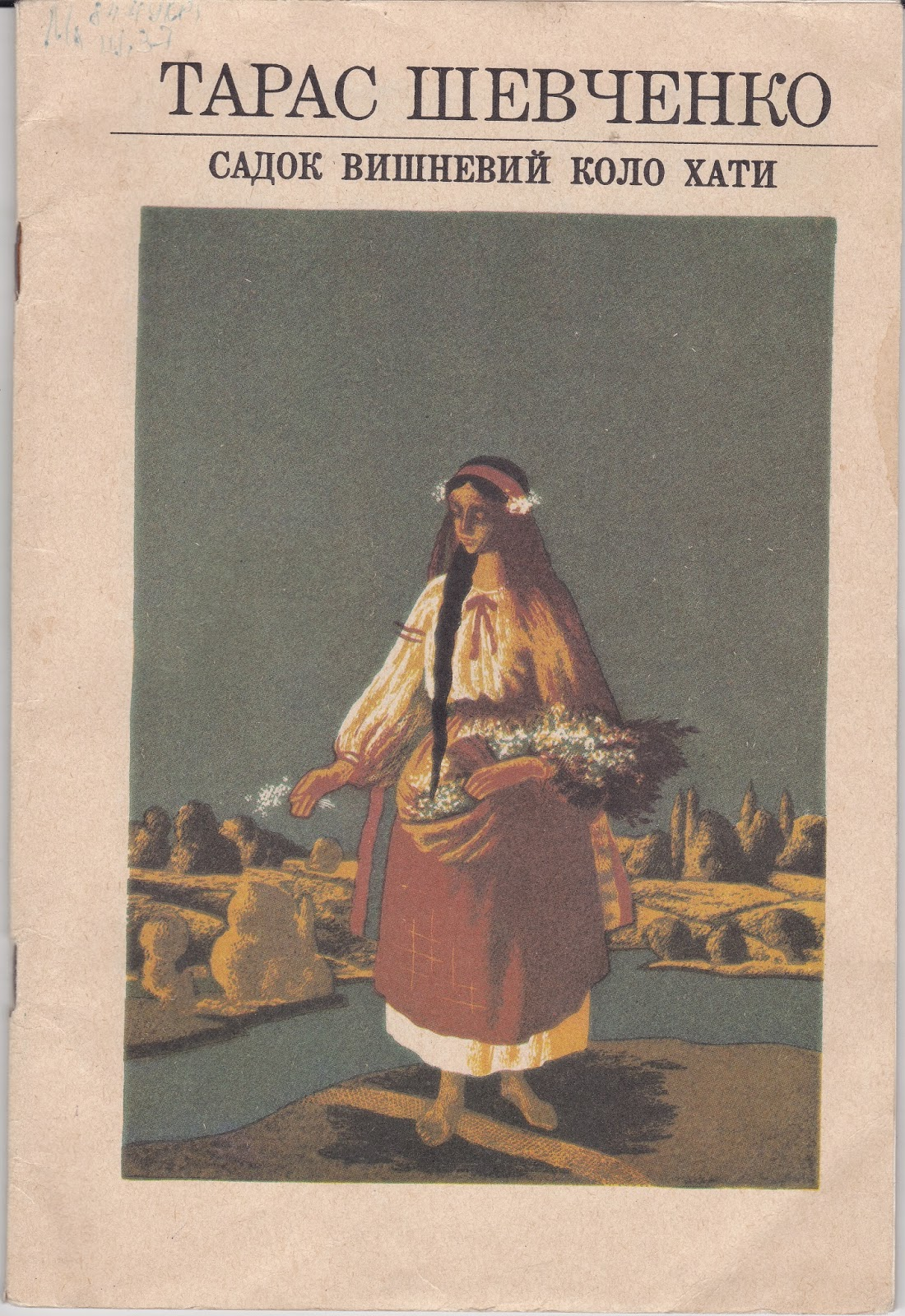
Садок вишневий коло хати, 1995р.

## Стилістика робіт
Яскравий представник сучасної образотворчості, що поєднує новаторство з традиціями національного мистецтва, культури народу, його духовності. Митець належить до плеяди найталановитіших українських майстрів книжкової графіки. Його творчість позначена глибоким, вдумливим прочитанням літературних творів, тонким психологізмом, ущерть наповнена глибинною духовністю народного життя, його багатою культурою, вирізняється віртуозним використанням різноманітних технік.
Уже у ранніх творах художника відчувається чистий, ліричний голос, в якому немає нещирості. Його роботи надзвичайно одухотворені, випромінюють тепло. Художник часто вдається до так званих метафор, символів: це і порожнє гніздо, і засохле дерево, і стежка, що в’ється то вгору, то вниз, а то вже ніби й не стежка, а вишитий рушник, і колодязь, як вічне джерело народної мудрості і багатства...
"Я перейшов на станковий живопис, навіть монументальні розписи робив у Каневі. В основу моїх робіт покладена обернена перспектива. Річ у тім, що коли глядач дивиться на правильне зображення, скажімо, на фотографію, то погляд пробиває площину і далі губиться на лінії горизонту... А в оберненій перспективі погляд повертається до глядача і саме тоді відбувається активне сприйняття усього, що ви бачите в картині. Ну і використовую ще умовне рішення форми... От, скажімо, в мене на одній з робіт по площині в'ється стежка, але це ніби і не стежка, а вишитий рушник... Тобто в конкретні предмети я намагаюся закладати ще якийсь інший зміст. В картині, на мою думку, мусять бути якісь пропуски. Скажімо, одна форма більш деталізована, а інша спрощена, площинна. Це на підсвідомому рівні активізує сприйняття твору, виникають запитання і ми підсвідомо шукаємо в картині відповідь на них."- каже Олександр Іванович.
Художник у полотнах на теми Шевченкової поезії посвоєму побачив Україну. І поле, й небо, і море, й пісня, і стосунки людей незвичайні. Найхарактерніша риса його картин — їхня внутрішня насиченість українським духом. Це те, що є в національному одязі, обряді, танці, пісні, музиці. Все це побачити, сформувати в певний образ і відтворити може лише той митець, який має генетично багату і цілісну натуру.
Внутрішня краса образів у Івахненка гармонізована з красою розмаїтих барв: білою, червоною, синьою, зеленою, охристою, чорною… Глибини минулого, сьогодення і майбутнього утворюють єдиний бароковий зв’язок, яким він висновує цілісний образ, що збігається з внутрішнім видінням автора і який реалізує його на полотні. Усе це разом сконденсоване настільки, що творить отой неповторний івахненківський стиль.

## Виставки

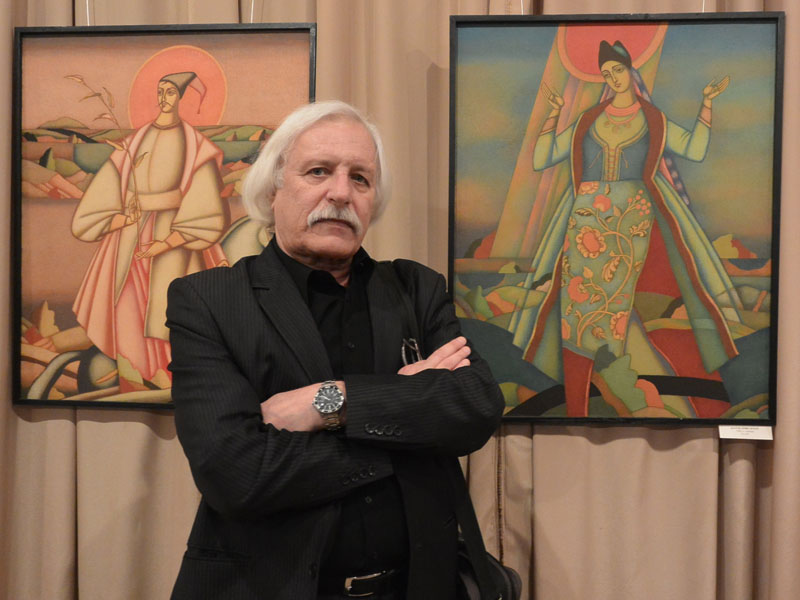
Олександр Івахненко на фоні своїх робіт

Оформлені Олександром Івахненком видання експонувалися на багатьох виставках і відзначені найвищими нагородами конкурсів мистецтва книги як в Україні, так і за її межами.
З 1974 р. — учасник та дипломант всесоюзних, республіканських та міжнародних виставок і конкурсів мистецтва книги:  
Флоренція — 1977 р., Братислава — 1982 р., Берлін — 1986 р., БІБ (Бієнале ілюстрації Братислава) — 1983 р., БІБ — 1985 р., Вільнюс — 1984 р., Нью-Джерський технологічний інститут — 1988 р., Український інститут Америки. — «Сучасне мистецтво України»— 1988 р.. 
Твори  зберігаються  в Національному  художньому музеї ( м. Київ),   в музеях  Т.Г. Шевченка в Києві та Каневі,  в Національному музеї літератури (м. Київ), Державному музеї книги, у фонді БІБ (Братислава),  Українському Єпархіальному музеї в Стемфорді (США),   а також в музеях  Івано-Франківська,Черкас,  Хмельницького, Ужгорода, Прилук та в приватних колекціях США, Канади, Великої Британії,  Японії,  Німеччини, Росії.
Ось що говорить Роман Ширін, Секретар посольства України в Японії про виставку Олександра Івахненка у 2003 році в Японії: "Виставка українського художника в Японії відбулася вперше і її нема з чим порівняти. Вона була дійсно самобутньою та в доброму сенсі цього слова "незрозумілою" для японців. Перш за все тому, що вони небагато знають про Україну, її історію, культуру, традиції. Проведення цієї виставки було, так би мовити, проривом, першим кроком на шляху ознайомлення японської громадськості з українським національним образотворчим мистецтвом."

## Відзнаки
- Заслужений художник України (1977).
- Лауреат Національної премії України ім. Т. Шевченка (1989).
- Срібна медаль Національної Академії мистецтв України (30 червня 2009 року № 73609 м. Київ).
- Почесна грамота Київського міського голови(12 січня 2005 року № 81956).
- Подяка Прилуцького міського голови (травень 2008 року).